# 拉古纳达尔加
拉古纳达尔加，是西班牙卡斯蒂利亚-莱昂莱昂省的一个市镇。 总面积38平方公里，总人口898人（001年），人口密度24人/平方公里。